# Mouvement de la souris

Le mouvement de la souris pour « Précédent » dans Opera : l’utilisateur maintient le bouton droit, déplace la souris vers la gauche, et relâche le bouton.

La gestuelle de la souris ou les mouvements de la souris (en anglais mouse gestures) désigne les actions que l'on peut effectuer avec la souris d'un ordinateur, en faisant des gestes précis, pour contrôler un logiciel.
Maintenir par exemple dans Maxthon le bouton droit enfoncé tout en déplaçant la souris vers la gauche permet de revenir à la page précédente dans l'historique.
Ces fonctionnalités sont populaires dans les navigateurs web, mais peuvent aussi s'appliquer à tout un environnement graphique.